# Джорджиашвили
Джорджиашвили (груз. ჯორჯიაშვილი) — село в Грузии, на территории Тетрицкаройского муниципалитета края (мхаре) Квемо-Картли.

## География
Село находится в юго-восточной части Грузии, на левом берегу реки Алгети, на расстоянии приблизительно 12 километров (по прямой) к северо-востоку от города Тетри-Цкаро, административного центра муниципалитета. Абсолютная высота — 667 метров над уровнем моря.

## Население
По результатам официальной переписи населения 2014 года в Джорджиашвили проживал 721 человек (358 мужчин и 363 женщины). В национальной структуре населения грузины составляли 99,6 %.
| Год  | Население, человек |
| ---- | ------------------ |
| 2002 | 1047               |
| 2014 | ↘ 721              |